# Phaonia picealis
Phaonia picealis är en tvåvingeart som beskrevs av Huckett 1965. Phaonia picealis ingår i släktet Phaonia och familjen husflugor.
Artens utbredningsområde är Alaska. Inga underarter finns listade i Catalogue of Life.